# كاليجة صغيرة
الكاليجة الصغيرة (الاسم العلمي:Caligus minimus) هي نوع من القشريات تتبع جنس الكاليجة من فصيلة الكاليجات.